# Geschwister (2016)
Geschwister ist eine deutsch-österreichische Filmproduktion von ARTE, ORF und dem ZDF Das kleine Fernsehspiel des Grazer Regisseurs und Autors Markus Mörth aus dem Jahr 2016. Der Film thematisiert die Flüchtlingsthematik aus der Perspektive eines christlichen Geschwisterpaares aus Moldawien, das sich auf die gefährliche und beschwerliche Reise Richtung Deutschland begibt, in der Hoffnung dort in Sicherheit leben zu können. Die Premiere erfolgte im März 2016 auf der Diagonale, der Kinostart in Österreich erfolgte am 2. Juni 2017.

## Inhalt
Die 18-jährige Bebe und ihr jüngerer Bruder Mikhail verlassen ihr Heimatland Moldawien und gehen auf eine unbestimmte Reise – mit nichts als einem Sack Heimaterde und einem gemeinsamen Ziel vor Augen. Eine Flüchtlings-Odyssee durch Europa beginnt.
In Rumänien und Serbien werden sie zu Gejagten, entkommen einem Menschenhändlerring nach Deutschland. In München warten sie in einem Zwischenlager auf ihre Anerkennung als Flüchtlinge. Bebe beginnt eine zurückhaltende Liebesbeziehung zu einem jungen deutschen Sozialarbeiter. Mikhail, der Talent als Zeichner hat, wird im Schulunterricht bestärkt und motiviert. Doch der Asylprozess bringt die Geschwister an ihre Grenzen, treibt den Bruder in immer größere Verletzbarkeit, die der Schwester gegenüber in Kälte und schließlich Grausamkeit umschlägt. Bevor die Geschwisterbande völlig zerbrechen, findet Mikhail jedoch Halt und versucht wieder gutzumachen, was er der Schwester angetan hat. Mit allen Mitteln müssen die Geschwister füreinander einstehen, um sich ein neues Leben zu ermöglichen.

## Besetzung
Ada Condeescu hat die Rolle von Bebe übernommen, ihren Bruder Mikhail spielt Abdulkadir Tuner. Mark Filatov verkörpert Gigi und der Sozialarbeiter Niels wird von Michael Kranz gespielt. Als Gast mit dabei ist auch Isolde Barth.

## Produktion
Die Regie übernahm Markus Mörth. Als Produzent fungierten Maximilian Plettau von Nominal Film und Markus Mörth von Markus Mörth Filmproduktion. Der Verleih ist die Cuemark GmbH mit Sitz in Graz.

„2005 habe ich im Grazer Flüchtlingshaus meinen Zivildienst absolviert und viele Dinge, die in ‚Geschwister‘ vorkommen, haben sich aus diesen Erinnerungen zusammengesetzt. Als wir den Film letztes Jahr gedreht haben, sind wir der Reiseroute des Geschwisterpaares von Moldawien/Rumänien bis Deutschland chronologisch gefolgt. Nur wenige Tage, bevor die Grenzen geschlossen wurden, kamen wir nach Österreich. Die Realität hatte uns eingeholt. Erfahrungen wie diese haben die ganze fiktionale Situation des Drehbuches sehr stark erlebbar werden lassen und jeden im Team sensibel gemacht für dieses hochaktuelle und komplexe Thema.“

## Festivals
Der Film spielte auf folgenden Festivals:
- 2016: Diagonale
- 2016: Internationale Hofer Filmtage
- 2017: Bolzano Film Festival Bozen

## Auszeichnungen
- 2011: Carl-Mayer-Drehbuchpreis – Förderpreis
- 2017: Bolzano Film Festival Bozen – Publikumspreis der Stadt Bozen[8]